# Saint-Baraing
Saint-Baraing är en kommun i departementet Jura i regionen Bourgogne-Franche-Comté i östra Frankrike. Kommunen ligger i kantonen Chaussin som tillhör arrondissementet Dole. År 2022 hade Saint-Baraing 255 invånare.

## Befolkningsutveckling
Antalet invånare i kommunen Saint-Baraing
Referens:INSEE